# Ялуніна (Білоярський міський округ)
Ялу́ніна (рос. Ялунина) — присілок у складі Білоярського міського округу Свердловської області.
Населення — 35 осіб (2010, 59 у 2002).
Національний склад станом на 2002 рік: росіяни — 95 %.